# Средоје Новић
Средоје Новић (Доњи Детлак код Дервенте, 14. фебруар 1947) српски је политичар и правник. Садашњи је српски делегат у Дому народа Парламентарне скупштине Босне и Херцеговине, члан Савјета за заштиту уставног поретка Републике Српске и функционер Савеза независних социјалдемократа (СНСД).
Бивши је начелник Ресора државне безбједности Републике Српске, министар цивилних послова у Савјету министара Босне и Херцеговине и директор Државне агенције за истраге и заштиту (СИПА).

## Биографија
Средоје Новић (син Љубомира и Виде) рођен је 14. фебруара 1947. у мјесту Доњи Детлак код Дервенте, ФНРЈ. Основну школу завршио је у Приједору (1962), а гимназију у Дервенти (1966). Дипломирао је на Правном факултету у Сарајеву (1970), а на истом факултету је стекао звање магистра правних наука (1982).
Радни однос је засновао 1970. године у Заводима „Црвена застава“ Крагујевац, а од 1972. године у Републичком секретаријату унутрашњих послова СР БиХ. Од 1975. обављао је дужност секретара за заштиту уставног поретка Предсједништва СР БиХ, а од 1983. дужности помоћника републичког секретара за унутрашње послове СР БиХ, те подсекретара за државну безбједност СР БиХ до 1991. године.

## Министар
Средоје Новић је од 1998. године обављао послове начелника Ресора државне безбједности те министра унутрашњих послова Републике Српске до 2001. године. У периоду од 2002. године до именовања за министра цивилних послова обављао је дужност директора Државне агенције за истраге и заштиту (СИПА).
Дана 11. јануара 2007. именован је за министра цивилних послова у Савјету министара Босне и Херцеговине. По други пут на исти министарски положај изабран је 12. јануара 2012. године.